# Porto do Recife
O Porto do Recife é administrado pelo governo do estado de Pernambuco. Está localizado na parte leste da cidade do Recife, às margens dos rios Capibaribe e Beberibe, que deságuam no oceano Atlântico.
Primeiro porto de escravos das Américas, o então denominado "Porto de Pernambuco" foi o principal escoadouro de açúcar e pau-brasil da Capitania de Pernambuco, a mais rica capitania do Brasil Colônia. Utilizado desde 1535, foi também o berço do povoado do Recife.
Tem atualmente sua base operacional centrada na movimentação de granéis sólidos, compreendendo grãos, clínquer (escória usada como tijolos para pavimentação), barrilha (produto químico usado na fabricação de vidro e sabão) e carga geral. Diferencia-se dos demais portos por situar-se num centro urbano e conseguir operar sem interferir na cidade. Movimenta uma média de 2,2 milhões de toneladas anuais.  As principais cargas são açúcar, trigo, milho, malte de cevada, fertilizantes, clínquer e barrilha. As importações são efetuadas da Argentina, países da América do Norte e Europa. As exportações dirigem-se para países da África, América do Norte e Europa. O porto está próximo aos grandes centros consumidores e sua área de influência atinge quase todos estados do Nordeste. Possui um cais acostável de 2.960 metros de comprimento, com 16 berços de atracação, área de apoio para armazenagem coberta de 48.500 metros quadrados e descoberta de 80 mil metros quadrados.

## Historia

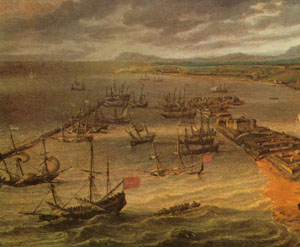
Porto do Recife no século XVII.

No início do século XX, o centro do Recife passou por drásticas reformas, com projetos de higienização urbana e melhoramento das condições do Porto do Recife. Na prática, a higienização social se traduziu em desapropriações de pelo menos 480 imóveis que foram demolidos para a abertura das três novas avenidas no Bairro. Foram, assim, desapropriados por utilidade pública:
- Construções dentro da faixa de 60m de largura para o futuro cais.

- Construções dentro da faixa de 24m de largura, em prolongamento da Ponte Buarque de Macedo até a linha do cais, para abertura de uma avenida (hoje a Av. Rio Branco)

- Construções dentro da faixa de 20m de largura para o alargamento da rua Marquês de Olinda, desde a Ponte Sete de Setembro até encontrar a nova avenida.

Em um relato de Mário Sette podemos ter uma descrição do caso.
 Pouco a pouco desaparecia aos olhos não um bairro, mas um cenário de milhares de criaturas no seu presente e no seu passado. [...] e o Corpo Santo também se desmanchava [...] Poucos falariam ainda desse burgo onde Recife nascera, tão enviesado de ruas e ruelas [...] tudo no chão. Nunca se vira uma loucura assim.
Com esta grande reforma, profundas modificações foram feitas no bairro e na praça, como a demolição da Matriz do Corpo Santo e a abertura de novas e largas avenidas.

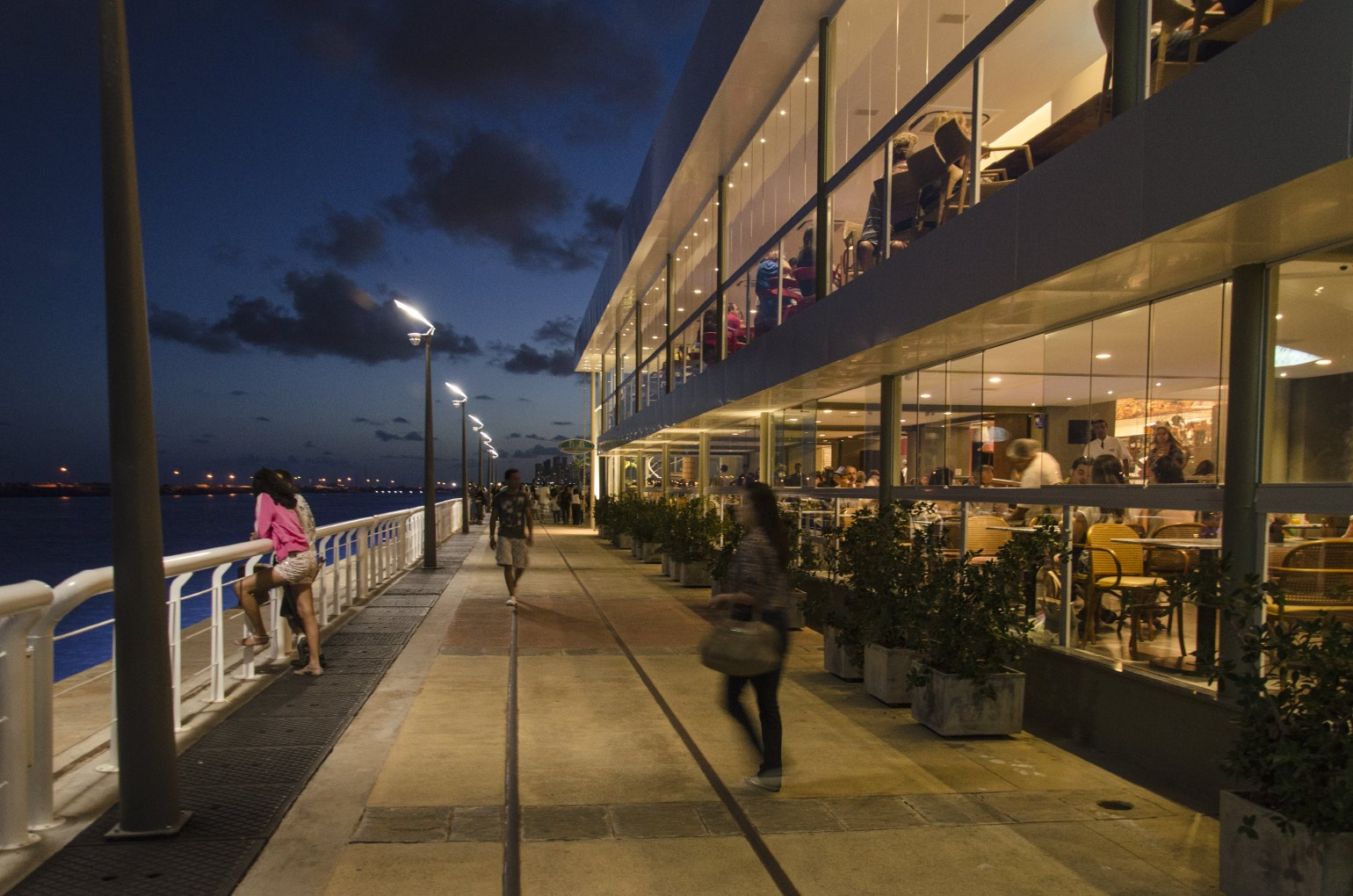
Cape - Porto do Recife.